# São Roque do Pico (freguesia)
São Roque do Pico is een plaats (freguesia) in de Portugese gemeente São Roque do Pico en telt 1358 inwoners (2001). De plaats ligt op het eiland Pico, onderdeel van de Azoren.